# Timothy Reichmuth
Timothy Reichmuth (* 9. November 1998 in Basel) ist ein Schweizer Handballspieler.

## Karriere
Bis er 18 Jahre alt war, spielte er für seinen Heimatverein TV Birsfelden. 2017 wechselte er zum Schweizer Erstligisten HSC Suhr Aarau und debütierte am 26. August 2017 für die 1. Mannschaft. 2020 konnte er mit Aarau den Schweizer SuperCup gewinnen. 2022 ging er zum deutschen Zweitligisten ThSV Eisenach. 2023 stieg er mit Eisenach in die 1. Bundesliga auf.
2018 wurde er als «Bester Nachwuchs-Spieler U21» mit dem Swiss Handball Award ausgezeichnet.